# Хотув (Великопольське воєводство)
Хотув (пол. Chotów) — село в Польщі, у гміні Нові Скальмежиці Островського повіту Великопольського воєводства.
Населення — 230 осіб (2011).

## Демографія
Демографічна структура станом на 31 березня 2011 року:
|          | Загалом | Допрацездатний вік | Працездатний вік | Постпрацездатний вік |
| -------- | ------- | ------------------ | ---------------- | -------------------- |
| Чоловіки | 117     | 30                 | 79               | 8                    |
| Жінки    | 113     | 21                 | 73               | 19                   |
| Разом    | 230     | 51                 | 152              | 27                   |